# 白杨河 (阜康市)
白杨河，流经中华人民共和国新疆维吾尔自治区昌吉回族自治州阜康市东部的一条河流，属于博格达山北麓水系中的一条内流河，发源于天山山脉东段博格达峰冰川东北侧，蜿蜒向北流，出山口处建有白杨河水库，山口以下河水大部分被引入滋泥泉子镇灌区。白杨河水文站以上河长35千米，集水面积252平方千米，年均径流量0.64亿立方米。